# Carpodacus vinaceus
Carpodacus vinaceus là một loài chim thuộc họ Fringillidae.
Chúng được tìm thấy ở Trung Quốc, Ấn Độ, Myanma, Nepal, và Đài Loan.
Môi trường sống tự nhiên của chúng là rừng khô và rừng ôn hòa nhiệt đới hoặc cận nhiệt đới.